# كريمي
كريمي هو نوع من الشوكولاتة الذي نشأ في منطقة بيمنتة في إيطاليا. يتكون من ثلاث طبقات. الطبقات الخارجية مصنوعة من شوكولاتة غاندوجا، بينما الطبقة الداخلية يمكن أن تكون مصنوعة من معجون القهوة أو الليمون أو البندق. عادةً ما تكون على شكل مكعب وتُباع مغلفة مع شريط ورقي يشير إلى النكهة.

## التاريخ
ابتكرت الشوكولاتة في النصف الأول من القرن التاسع عشر بواسطة فرديناندو باراتي مع شريكه إدواردو ميلانو، في مختبر في تورينو (ستقبل مقهى باراتي وميلانو)، كانا ينتجان المشروبات الكحولية والحلويات. ومع ذلك، فإن أول وثيقة تتعلق بالكريمي تعود إلى عام 1934.
الشركات الإيطالية المنتجة للكريمي في الوقت الحاضر: كافاريل، فيلتي، ماجاني، فينشي، سان كارلو، وبرنيغوتي.

## شركة فيات
في عام 1911م أطلقت شركة صناعة السيارات الإيطالية فيات مسابقة لصُناع الشوكولاتة الإيطاليين لإنشاء شوكولاتة جديدة للترويج لسيارتها فيات توبو 4. فازت شركة ماجاني (أول مصنع شوكولاتة إيطالي تأسس في عام 1796 في بولونيا) بالمسابقة، حيث ابتكرت كريمنو جديدًا بأربع طبقات بدلاً من ثلاث؛ كانت طبقتان مصنوعتان من غاندوجا، بينما كانت الطبقتان الأخريان مصنوعتين من معجون اللوز.